# Giulia Shell
Giulia Shell, pseudonimo di Maria Giulia Valli (Modena, 1948), è una cantante, attrice e showgirl italiana.

## Biografia
Si mise in luce partecipando nel 1963 al concorso Ribalta per i festival:  notata da Mike Bongiorno, fu scelta come una delle vallette del suo programma La fiera dei sogni.
Come cantante ottenne un contratto discografico con la Pathé e debuttò nel 1965 con il 45 giri Vorrei, io vorrei/Stasera o mai; con il brano principale partecipò nel settembre dello stesso anno alla Caravella dei successi di Bari.
Successivamente firmò un contratto con la casa discografica Saint Martin Record, per la quale incise la sua canzone più nota, Metronomo Time. Partecipò al programma musicale Settevoci, condotto da Pippo Baudo.
Passò infine alla Cobra Record, con cui concluse l'attività discografica.

## Discografia parziale

### Singoli
- 1965: Vorrei, io vorrei/Stasera o mai (Pathé, AQ 1313)
- 1967: Dimmi chi è/Mi sento viva (Saint Martin Record, CAT 1016)
- 1967: Metronomo Time/Dimmi chi è (Saint Martin Record, CAT 1021)
- 1970: La fine di un grande amore/Se te ne vai (Cobra Record, COB 003)

## Filmografia parziale
- Vacanze sulla neve (1966)